# Najaden (1897)
Pour les articles homonymes, voir Najaden.
Le Najaden (ou HSwMS Najaden dans la Marine royale suédoise) est un trois-mâts carré à coque en bois construit en 1897. Il a servi de navire école pour la marine suédoise de sa construction à 1938, après une période ou il est mis au rebut il se détériore. Menacé de destruction, il est restauré en 1946 par la ville de Halmstad puis vendu en 2014. Il est le sister-ship du Jarramas.

## Historique

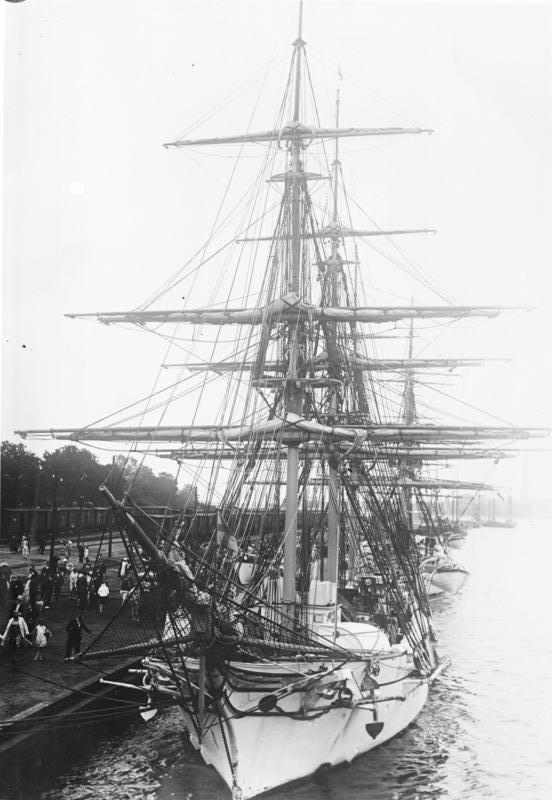
Le Najaden en 1930.

### 1897-1938: Navire école dans la marine suédoise
Lancé le 11 février 1897, le Najaden a été construit au chantier naval royal d'Örlog à Karskrona,. Un sister-ship à coque acier : le Jarramas est construit en 1900. 
De 1897 à 1938, le Najaden sert de navire-école pour la marine suédoise, en naviguant essentiellement en mer Baltique et en mer du Nord, avec Karlskrona comme port d'attache.   

### 1938-1946: Mise à quai et détérioration
Après 1938, il est dématé et mis à quai et désarmé en 1947 et remplacé dans la marine suédoise par le Falken. Durant la Seconde Guerre mondiale, il est utilisé comme navire logistique au personnel d'urgence.   
Il est ensuite remorqué à Torekov pour servir de barrière de port.  

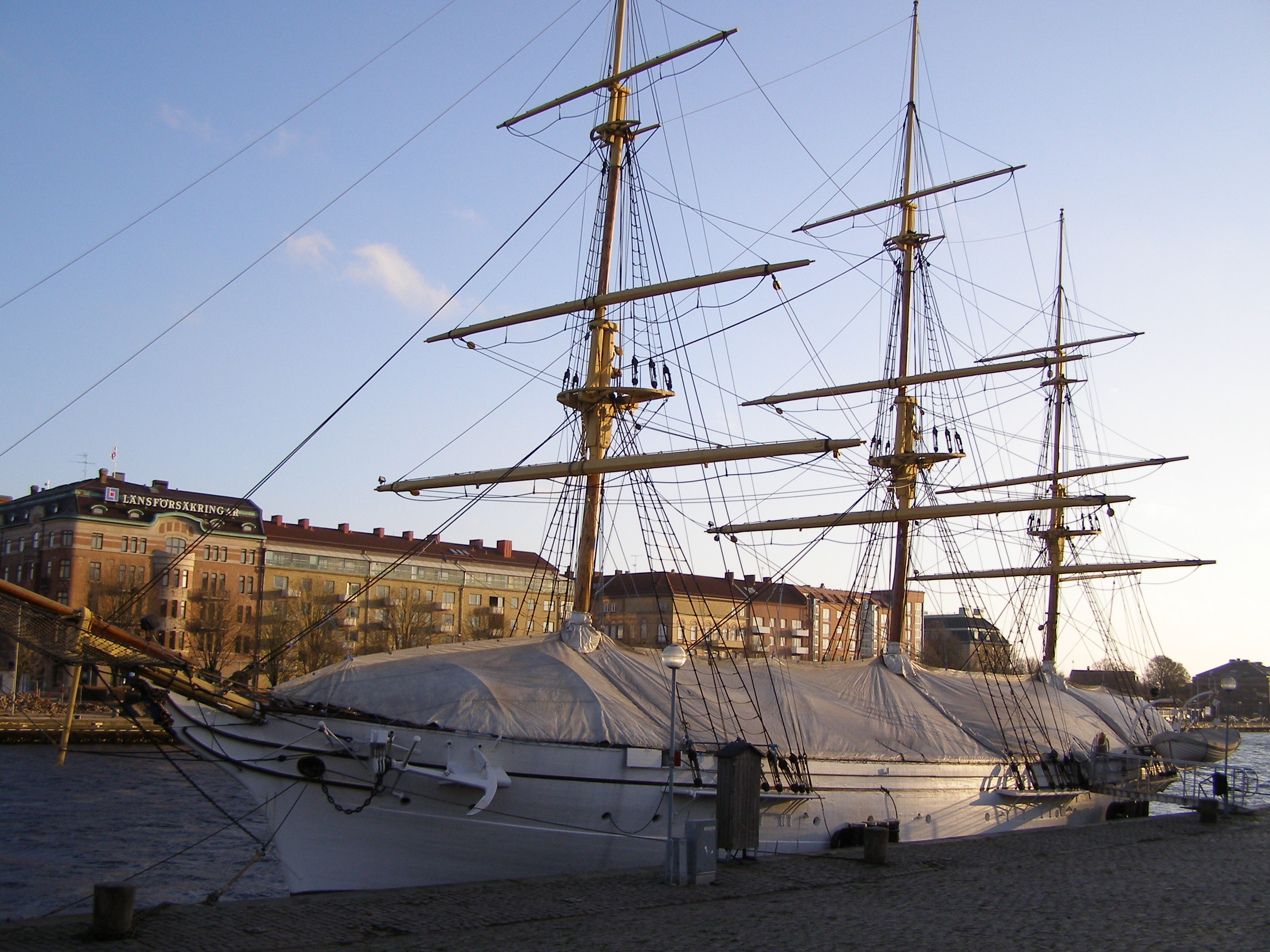
Najaden à Halmstad

### 1946 - 2014: Navire musée suédois
Le Najaden, en très mauvais état, est menacé de démolition quand il est pris en charge dès 1946, par la ville de Halmstad et complètement restauré au chantier naval de Karlskrona pour servir de navire musée pour la ville.
Il est géré de 1988 à 2014 par l'Association des Amis du Najaden (Föreningen Najadens Vänner). Fortement dégradé, la structure externe du navire est restauré entre 1989 et 1990 à Råå. A son retour à Halmstad, l'association entreprend la restauration de l'intérieur du navire entre 1990 et 1996 totalisant environ 25 000 heures de travail.

### Après 2014: Navire musée norvégien
Le 4 juillet 2014, le navire est vendu, et acheminé le 5 juillet 2014 vers son nouveau port d'attache de Fredrikstad en Norvège.

## Description
Le navires à coque bois, fait 48,8 m de long pour un maitre-bau de 8,38 m et un tirant d'eau de 3,7 m. Il possède trois mâts portant chacun trois voiles carrées. Au total  17 voiles forment 740 m2 de surface de voilure. Il ne possède pas de moteur auxiliaire.
Du temps de sa fonction de navire-école, l'équipage était composé de : 
- 3 officiers,
- 8 sous-officiers et officiers subalternes,
- 1 docteur,
- 10 marins,
- 100 cadets.